# Maximum Overdrive (band)
Maximum Overdrive is een punkrockband uit de Nederlandse stad Leiden.

## Biografie
Maximum Overdrive werd opgericht in 1992 door zanger Henk van Alphen, gitaristen Arjan Gressie en Sacha van Weeren en drummer Dion de la Rie. Een aantal maanden later voegde basgitarist Marcel Singerling zich bij de band. In 1993 verscheen de eerste demo So fuckin' hot, waarvan het nummer Soultaker werd opgenomen op een verzamelalbum, nadat de groep een talentjacht won. In 1994 werd de demo Nowadays opgenomen en groeide de band door tot een veel gevraagde band in het Leidse clubcircuit.
In 1997 nam de band een derde demo, Forever silence, op, waarop de band ook enkele Nederlandstalige nummers opnam. Kort na de opnames besloot Van Weeren uit de band te stappen, hij werd vervangen door Annemiek van Duuren. In 1998 werd de band naar aanleiding van de Forever silence demo door RTV West verkozen tot band van de week, waarna de er een videoclip werd opgenomen voor het nummer Fanta met een rietje. Het nummer bereikte de eerste plaats van de Westpop Top 10. Hetzelfde jaar bracht platenmaatschappij Rams Horn Records het nummer, in verband met de regels rond sluikreclame onder de naam Ranja met een rietje, uit op cd-single. In 1999 kwam de band wederom in de Westpop Top 10 met het nummer Welcome to the real world.
In de jaren die volgden speelde de band veel in de Leidse regio, met eigen werk, als coverproject van onder andere U2 en Red Hot Chili Peppers of als organisator van supersessies met diverse muzikanten in café De Tregter. In 2002 verliet Van Duuren de band, zij werd niet vervangen en de band besloot door te gaan als viertal. In 2005 brengt de band, in eigen beheer, zijn eerste officiële cd uit onder de titel Crash. Op de plaat staan wederom Engelstalige als Nederlandstalige nummers.
De band kondigde in 2022 haar afscheid aan en het laatste optreden vond plaats op 22 oktober 2022.

## Bezetting

### Huidige bezetting
- Henk van Alphen - zang (1992-2022)
- Arjan Gressie - gitaar (1992-2022)
- Marcel Singerling - basgitaar (1992-2022)
- Dion de la Rie - drums (1992-2022)

### Oud-leden
- Sacha van Weeren - gitaar (1992-1997)
- Annemiek van Duuren - gitaar (1998-2002)

## Officiële discografie
- Ranja met een rietje (cd-single; Rams Horn Records)
- Crash (album; eigen beheer)